# خس‌نشین نوک‌بزرگ
خس‌نشین نوک‌بزرگ (نام علمی: Sericornis magnirostra) نام یک گونه از سرده خس‌نشین‌ها است.